# 楔蚌属
楔蚌属（学名：Cuneopsis）为一個在淡水水域生活的雙殼綱蚌科动物，只在東亞地區出現。

## 物種
綜合美國威斯康辛州大學斯提芬斯岬分校的MusselP數據庫及中国科学院的《中国动物物种编目数据库》記載，本屬現時有六個物種，分別如下：
- 巨首楔蚌 Cuneopsis capitatus (Heude, 1874)：中國特有物種，見於長江流域。
- 矛形楔蚌 Cuneopsis celtiformis (Heude, 1874)：中國特有物種，見於長江流域及江西湖南兩省。
- Cuneopsis demangei (Haas, 1929)：本屬唯一在中國以外的物種，見於越南東北部富壽省越池市的沱江流域，因為沱江興建水壩而令其棲息地被破壞，所以被評為「極危物種」[4]，估計已在野外滅絕[5]。
- 圓頭楔蚌 Cuneopsis heudei (Heude, 1874)：中國特有物種，遍佈全國。
- 魚尾楔蚌 Cuneopsis pisciculus  (Heude, 1874)：中國特有物種，見於黃河及長江流域。
- 微紅楔蚌 Cuneopsis rufescens  (Heude, 1874)：中國特有物種，見於長江流域。

## 外部連結
維基物種上的相關：楔蚌属